# Tamoyo Esporte Clube
O Tamoyo Esporte Clube é um clube social e agremiação desportiva da cidade de Cabo Frio, do estado do Rio de Janeiro. Foi fundado em 13 de novembro de 1915. O clube possui destaque principalmente pela suas equipes de futebol e futsal. Comanda seus jogos em Cabo Frio.

## História
O clube foi fundado em 13 de novembro de 1915 sob o nome de Tamoyo Football Club. Na década de 20 altera seu nome para Tamoyo Sport Club, sendo novamente alterado na década de 40 para o nome atual.
Nos anos de 1941 e 1942 o clube disputou o Campeonato Fluminense de Futebol. Disputou a terceira divisão do Campeonato Carioca em quatro oportunidades, 1982, 1983, 1985 e 1986.
O clube também é considerado um dos clubes de futsal mais tradicionais do Estado. Em 2015, ano em que completou seu centenário, disputou o Campeonato Estadual sub-20.

## Estatísticas

### Participações
| Competição                             | Temporadas | Melhor campanha      | Estreia | Última | P | R |
| -------------------------------------- | ---------- | -------------------- | ------- | ------ | - | - |
| Campeonato Fluminense                  | 2          | Quinto Lugar (1941)  | 1941    | 1942   |   | – |
| Campeonato Carioca da Terceira Divisão | 4          | Quarto Lugar (1985)  | 1982    | 1986   |   | – |
| Campeonato Cabofriense                 | 8          | Campeão (três vezes) | 1941    | 1962   |   | – |